# パイレーツ・オブ・カリビアン/デッドマンズ・チェスト
『パイレーツ・オブ・カリビアン／デッドマンズ・チェスト』（Pirates of the Caribbean: Dead Man's Chest）は、2006年のアメリカのファンタジー映画。「パイレーツ・オブ・カリビアン」シリーズの第2作目であり、『パイレーツ・オブ・カリビアン／呪われた海賊たち』（2003年）の続編である。監督はゴア・ヴァービンスキー、脚本はテッド・エリオットとテリー・ロッシオが務める。
前後編2部作の前編として2006年7月7日に米国で公開され、米国でのオープニング週末記録（1億3,600万ドル）、全世界での興行収入が10億ドルを超えた最速記録（63日間）、2006年の最高興行収入、ディズニー配給作品の最高興行収入など、当時のいくつかの記録を更新し、2006年の全世界興行成績で第1位となった。アカデミー賞の美術賞、音響編集賞、音響賞にノミネートされ、視覚効果賞を受賞した。

## あらすじ
前作から3年後。結婚式を目前に控えたウィルとエリザベスだったが、海賊ジャック・スパロウに加担したことを理由に逮捕されてしまう。しかし東インド貿易会社のベケット卿は、ジャックの持つ「北を指さないコンパス」を渡せば二人を釈放するという。
一方、バルボッサからブラックパール号を取り戻し、再び船長に戻ったジャック。しかし彼は13年前、デイヴィ・ジョーンズと「血の契約」を交わしていた。その内容は、ブラックパール号の船長となる代わりに、13年経ったらデイヴィ・ジョーンズのフライング・ダッチマン号の船員として働き続けなければならないというもの。突然ジャックの前に現れたウィルの父親ビル・ターナーは契約の期限が迫っていることを告げる。ジャックの掌には、契約の終わりを示す黒い烙印が表れていた。

## キャスト
※括弧内は日本語吹き替え
- ジャック・スパロウ - ジョニー・デップ（平田広明）
- ウィル・ターナー - オーランド・ブルーム（平川大輔）
- エリザベス・スワン - キーラ・ナイトレイ（弓場沙織）
- デイヴィ・ジョーンズ - ビル・ナイ（大塚芳忠）
- ビル・ターナー - ステラン・スカルスガルド（柴田秀勝）
- ジェームズ・ノリントン - ジャック・ダヴェンポート（森田順平）
- ウェザビー・スワン - ジョナサン・プライス（村松康雄）
- ジョシャミー・ギブス - ケヴィン・マクナリー（青森伸）
- ティア・ダルマ - ナオミ・ハリス（高乃麗）
- カトラー・ベケット - トム・ホランダー（横島亘）
- ピンテル - リー・アレンバーグ（佐々木梅治）
- ラゲッティ - マッケンジー・クルック（高宮俊介）
- コットン - デヴィッド・ベイリー（英語版）
- マーティ - マーティン・クレッバ（うすいたかやす）
- マーサー - デヴィッド・スコフィールド（佐藤祐四）
- ヘクター・バルボッサ - ジェフリー・ラッシュ（壤晴彦）

## スタッフ

### 製作スタッフ
- 監督：ゴア・ヴァービンスキー
- 製作：ジェリー・ブラッカイマー
- 製作総指揮：マイク・ステンソン、チャド・オーマン、ブルース・ヘンドリックス、エリック・マクロード
- 脚本：テッド・エリオット、テリー・ロッシオ
- 音楽：ハンス・ジマー
- 撮影：ダリウス・ウォルスキー
- 編集：クレイグ・ウッド、スティーヴン・E・リフキン
- VFX：ILM
- VFXスーパーバイザー：ジョン・ノール

### 日本語版スタッフ
- 翻訳：原口真由美
- 演出：中野洋志
- 調整：菊池悟史
- 制作：ACクリエイト
- ACクリエイト担当：菊地謙、杉本理子
- 制作：山本千絵子
- 総指揮：佐藤淳

## 製作

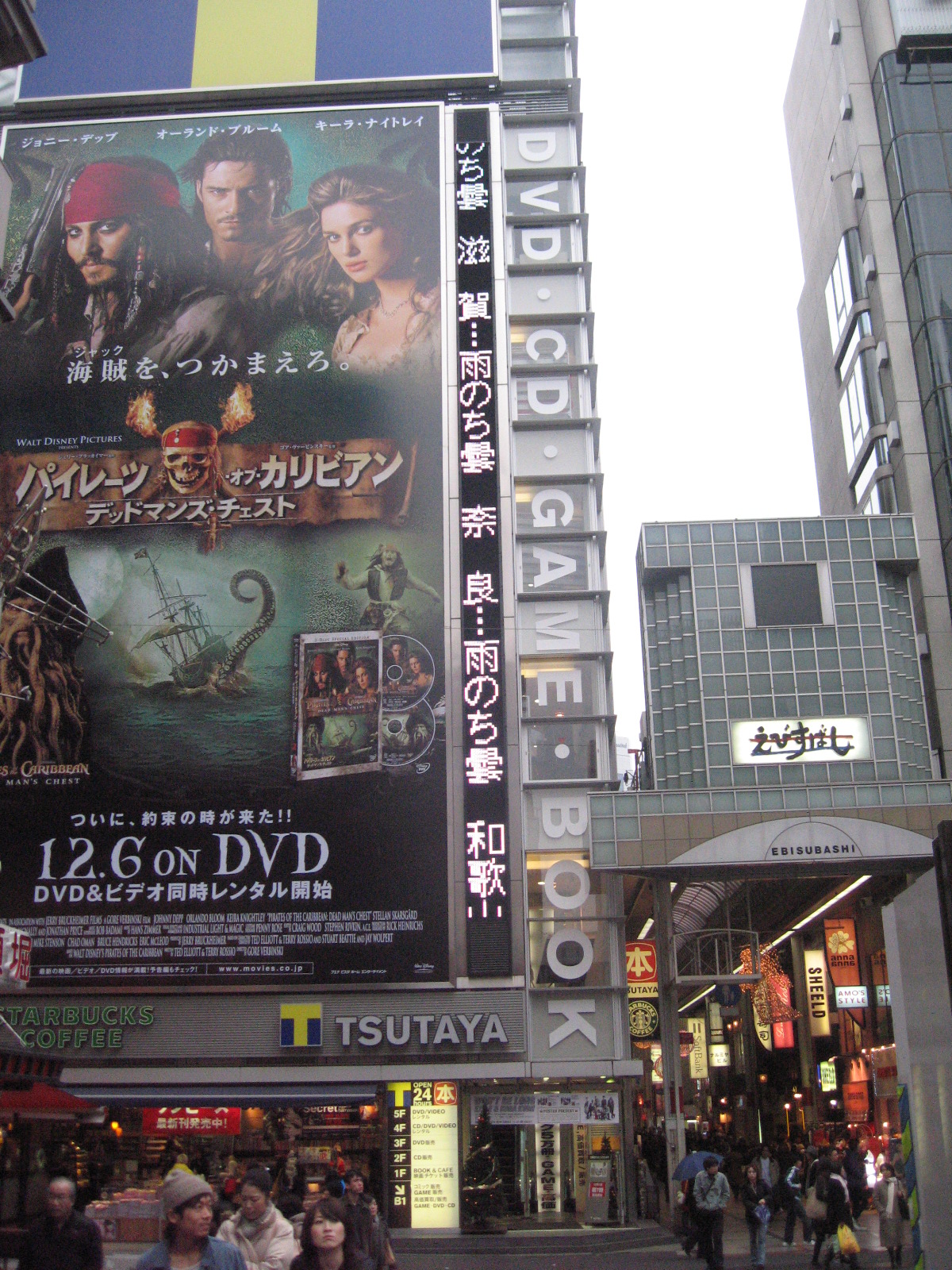
TSUTAYA戎橋店（大阪府大阪市、写真左）正面に掲げられていた本作DVD発売告知看板（2006年12月7日撮影）

カリブ海のドミニカ国で約3ヶ月間撮影された。邪悪な人喰い族として映画に登場する種族はカリブの島々に定住していたインディオのカリブ族の事である。映画ロケ地の一つドミニカ国で、現在でも暮らすカリブ族のコミュニティから100人余りの人達がキャスティングされエキストラとして出演している。

### 公開
全米では2006年7月7日から4,133館で公開され、当時、初日の興行収入の新記録を打ち立てた（5,583万600ドル）。日本では、わずか公開22日で興行収入60億円突破、最終的には100億円を突破した。

## 論争
当初、邪悪な人喰い族として描かれていた為、「カリブ族に対する差別ではないか？」などと、現地のカリブ族の首長を始め関係者や一部のメディアなどから批判や反対があった。
ドミニカ国のカリブ族首長チャールズ・ウィリアムズによると、ドミニカ国政府からディズニーが映画で撮影する計画がある事を知らされ、ディズニーの映画プロデューサーと会談した時、人喰い種族として映画に登場すると言う脚本内容を知って、脚本に食人の風習が色濃く出されていたので訂正を求めたが、人喰い種族として描く事を強調した上で、今更変更など出来ないと受け入れられなかったと言う。ウィリアムズ首長は「ディズニーは、我々カリブ族の祖先が人喰いの風習を持っていると言う誤ったカリブ族の神話を映画で蔑視してカリブ族を描こうとしている」とディズニーを批判した。また、「我々カリブ族の先祖はヨーロッパからの征服者たちの侵略を食い止めるべく、立ちあがった為に、野蛮人であり人食い人種であるという言われなきレッテルを貼られ蔑まれてきたのだ」と語った。
映画で人喰い族として描かれるのを止めるように、他のカリブの島や中南米の先住民などがディズニーに対し抗議し、ウィリアムズ首長を支持していた。しかし、ウィリアムズ首長や関係者らは反対したが、100人余りの現地のカリブ族の人達が映画に協力参加した。映画製作側は人喰い族役としてエキストラ出演して貰うに当たって、1日当たり95ドルで雇っていたと言う。

## 評価

### 興行成績
前作を上回る2億2,500万ドルの制作費が投じたが、興行成績はアメリカだけで4億ドル以上、全世界合計で10億6,600万ドルの興行成績を収めた。2006年公開映画の興行成績ランキングで、2位の『ダヴィンチコード』（7億5,800万ドル）に大きく差をつけて1位となった。

### 批評
興行成績では世界1位となったが、批評家の反応は芳しくない。
映画批評サイトのRotten Tomatoesは、220件のレビューに基づいて54％の支持率を示し、批評家の総意を「デップの予測不可能性と、1作目のユーモアと独創性の大部分は消えてしまった」としている。
また、Metacriticには37件のレビューがあり、加重平均値は53/100となっている。

### 受賞
アカデミー視覚効果賞を受賞し、MTVムービー・アワードでは最優秀作品賞に選ばれ、ジョニー・デップが最優秀パフォーマンス賞を受賞した。
インターネットのファン投票で選考するピープルズ・チョイス・アワードでは、作品が映画賞に選ばれ、デップが男性スター賞、男性アクションスター賞に選ばれ、映画カップル賞にはデップとキーラ・ナイトレイが選ばれた。
ティーンのファン投票で選ばれるティーン・チョイス・アワードでは、本作が総なめに近い受賞を獲得しており、作品がベスト映画賞、夏のベスト映画賞を受賞、デップが男優賞の各部門を全て受賞、ベストファイト賞にはウィル・ターナー（オーランド・ブルーム）対ノリントン（ジャック・ダヴェンポート）が選ばれた。

## テレビ放映
| 回数 | テレビ局   | 番組名（放送枠名） | 放送日        | 放送時間      | 放送分数 | 視聴率 |
| ---- | ---------- | ------------------ | ------------- | ------------- | -------- | ------ |
| 1    | テレビ朝日 | 日曜洋画劇場       | 2009年2月1日  | 21:00 - 23:39 | 159分    | 19.8%  |
| 2    | テレビ朝日 | 日曜洋画劇場       | 2010年3月28日 | 21:00 - 23:39 | 159分    | 15.4%  |
| 3    | テレビ朝日 | 日曜洋画劇場       | 2011年5月22日 | 21:00 - 23:39 | 159分    | 14.5%  |
| 4    | フジテレビ | 土曜プレミアム     | 2013年7月13日 | 21:00 - 23:30 | 150分    | 11.1%  |
| 5    | テレビ朝日 | 日曜洋画劇場       | 2015年7月26日 | 21:00 - 23:29 | 149分    | 7.1%   |
| 6    | フジテレビ | 土曜プレミアム     | 2017年6月24日 | 21:00 - 23:10 | 130分    | 10.3%  |
| 7    | 日本テレビ | 金曜ロードショー   | 2023年1月27日 | 21:00 - 23:29 | 149分    | 7.8%   |

- 視聴率はビデオリサーチ調べ、関東地区・世帯・リアルタイム。